# División Intermedia 1931 (Perú)
La División Intermedia 1931, fue la sexta edición de este torneo que constituía la segunda categoría en los torneos de Perú en esos años.
En el presente torneo, se contó con la participación de 19 equipos.  Los equipos estaban formados por las ligas de Lima, Rímac, del Callao y Balnearios. No hubo ascenso directo a la división profesional. Los cuatro mejores equipos de la división intermedia, accedían en una liguilla con los cuatro últimos equipos de la división de honor. Por lo tanto, los equipos que tuvieran mayor puntaje, subían o mantienen la categoría en la máxima división para la próxima temporada.
Sucre F.C. (también llamado Sucre F.B.C.) fue el campeón del torneo, pero no logró ascender. El club Sport Progreso, fue el único equipo que logró el ascenso y retorno a la división de honor.
Mientras tanto, los últimos equipos del campeonato, jugaban la liguilla de Promoción a Intermedia contra los mejores de la Segunda División de Lima y Callao (tercera categoría).

## Ascensos y descensos
| Posición | Ascendido a Primera División 1931 |
| -------- | --------------------------------- |
| 1º       | Alianza Frigorífico               |

| Posición | Descendido de Primera División 1930 |
| -------- | ----------------------------------- |
| 10º      | Sport Progreso                      |

| Posición | Ascendido de Segunda Amateur 1930 |
| -------- | --------------------------------- |
| 1º       | Telmo Carbajo                     |
| 2º       | Sucre FBC                         |

| Posición | Descendido a Segunda Amateur 1931 |
| -------- | --------------------------------- |
| 18º      | Teniente Ruiz                     |
| 19º      | Alianza Chorrillos                |
| 20º      | Peruvian Boys                     |

## Equipos participantes
| Club                 | Ciudad     |
| -------------------- | ---------- |
| Alianza Cóndor       | Lima       |
| Atlético Lusitania   | Lima       |
| Federico Fernandini  | Callao     |
| Intelectual Raimondi | Lima       |
| Jesús M. Salazar     | Callao     |
| Jorge Chávez         | Callao     |
| José Olaya           | Chorrillos |
| Juventud Perú        | Lima       |
| Miguel Grau          | Lima       |
| Sport Inca           | Lima       |
| Sport Progreso       | Lima       |
| Sportivo Uruguay     | Lima       |
| Sucre FBC            | Lima       |
| Telmo Carbajo        | Callao     |
| Unión Carbone        | Lima       |
| Unión Estrella       | Callao     |
| Unión F.B.C.         | Lima       |
| Unión Lazo           | Lima       |
| Unión Santa Catalina | Lima       |

## Primera Serie
- Sport Progreso - Liguilla de Promoción a Primera
- Juventud Perú - Liguilla de Promoción a Primera
- Telmo Carbajo
- Unión Estrella
- Jorge Chávez
- Federico Fernandini
- Atlético Lusitania - Liguilla de Promoción a Intermedia
- Unión Santa Catalina - Liguilla de Promoción a Intermedia
- Jesús M. Salazar - Liguilla de Promoción a Intermedia
- Unión Carbone - Liguilla de Promoción a Intermedia

## Segunda Serie
- Sucre FBC - Liguilla de Promoción a Primera
- Miguel Grau - Liguilla de Promoción a Primera
- Intelectual Raimondi
- Alianza Cóndor
- Sport Inca
- Sportivo Uruguay - Liguilla de Promoción a Intermedia
- José Olaya Chorrillos - Liguilla de Promoción a Intermedia
- Unión Lazo - Liguilla de Promoción a Intermedia
- Unión F.B.C. - Liguilla de Promoción a Intermedia

## Liguilla de promoción a Primera
Se jugó con los cuatro peores de la Primera División y los cuatro mejores de la División Intermedia.
| # | Club                         | PJ | PG | PE | PP | RESV | PTS   |
| - | ---------------------------- | -- | -- | -- | -- | ---- | ----- |
| 1 | Circolo Sportivo Italiano    | 7  | 4  | 2  | 1  | 4    | 21    |
| 2 | Lawn Tennis de la Exposición | 7  | 4  | 1  | 2  | 4.75 | 20.75 |
| 3 | Sport Progreso               | 7  | 4  | 2  | 1  | 2.50 | 19.50 |
| 4 | Hidroaviación                | 7  | 3  | 2  | 2  | 4    | 19    |
| 5 | Ciclista Lima Association    | 7  | 3  | 2  | 2  | 3.25 | 18.25 |
| 6 | Juventud Perú                | 7  | 3  | 0  | 4  | 3.50 | 16.50 |
| 7 | Sucre F.B.C.                 | 7  | 2  | 1  | 4  | 3.25 | 15.25 |
| 8 | Miguel Grau                  | 7  | 0  | 0  | 7  | 2.25 | 9.25  |

|  | Primera División 1932    |
|  | División Intermedia 1932 |
Nota: Ciclista Lima Association mantuvo la categoría luego de que Lawn Tennis decidiera desafiliarse.

## Liguilla de promoción a Intermedia

### Zona norte
- Sport Boys - a División Intermedia 1932
- Porteño F.B.C. - a División Intermedia 1932
- Unión Santa Catalina - a División Intermedia 1932
- Juventud Soledad - a División Intermedia 1932
- Sportivo Uruguay - a División Intermedia 1932
- Jesús M. Salazar - a Segunda División 1932
- Alianza San Martín - a Segunda División 1932
- Unión F.B.C. - a Segunda División 1932

### Zona sur
- Obrero Chorrillos - a División Intermedia 1932
- Unión Lazo - a División Intermedia 1932
- Unión Carbone - a División Intermedia 1932
- Huáscar Barranco - a División Intermedia 1932
- Juventud Chorrillos - a División Intermedia 1932
- Atlético Lusitania - a Segunda División 1932
- José Olaya Chorrillos - a Segunda División 1932
- Luxardo Magdalena - a Segunda División 1932

## Nota
- Sport Progreso logra su retorno a la máxima división.
- Lawn Tennis de la Exposición, a pesar de salvar la categoría, decide retirarse del fútbol. Por lo tanto, Ciclista Lima Association obtiene su permanencia en la división de honor.